# Jean-Pierre Boyer (cardeal)
Jean-Pierre Boyer (Paray-le-Monial, 27 de julho de 1829 - Bourges, 16 de dezembro de 1896) foi um cardeal francês do final do século XIX, bispo de Clermont (1879-1893), então arcebispo de Bourges de 1893 até sua morte.

## Biografia
Jean-Pierre Boyer nasceu em 27 de julho de 1827 em Paray-le-Monial. Depois de estudar no Seminário Maior de Autun, foi ordenado sacerdote em 23 de dezembro de 1854 para a diocese de Autun por Dom de Marguerye. 
Primeiro vigário em Autun, foi chamado pelo Arcebispo de Aix para ser seu secretário particular . Professor de teologia dogmática, superior do Grand Séminaire  e reitor da faculdade de teologia de Aix, o abade Boyer foi feito Cavaleiro da Legião de Honra em 7 de fevereiro de 1878 . 
Nomeado coadjutor da diocese de Clermont em 12 de junho de 1878 e recomendou o 15 de julho depois como bispo titular de Évaria , foi consagrado na catedral de Saint-Sauveur de Aix le 24 de agosto de 1878 com, como principal consagrador, Mons. Forcade , Arcebispo de Aix-Arles-et-Embrun e como co-consagradores, Mons . Meirieu, Bispo de Digne, e Mons . Perraud, Bispo de Autun . Em 7 de fevereiro de 1878, o bispo Boyer foi nomeado Chevalier na Ordem Nacional da Legião de Honra.
Sucedeu ao bispo Féron à frente da diocese de Clermont por morte deste último, em 24 de dezembro de 1879.
Apontado para suceder Dom Marchal na chefia da Arquidiocese de Bourges , primado da Aquitânia, embora não desejasse deixar Clermont , Dom Boyer foi nomeado por decreto para a Arquidiocese de Bourges em26 de novembro de 1892. Natural mas reservado, o prelado persistiu na sua recusa, exigindo a intervenção da Santa Sé para que aceitasse definitivamente a sua promoção .. O Bispo Boyer é, portanto, transferido em 19 de janeiro de 1893 e instalou solenemente o14 de marçodo mesmo ano .
O Papa Leão XIII o criou cardeal durante o consistório de 29 de novembro de 1895. Recebeu o chapéu vermelho e o título de cardeal-sacerdote da Sainte-Trinité-des-Monts em 25 de junho de 1896.
Morreu em Bourges em 16 de dezembro de 1896, aos 67 anos e solenemente sepultado na catedral de Bourges, sendo o seu galero pendurado segundo a tradição, sob as abóbadas do edifício.